# Min Frälsare, jag kommer
Min Frälsare, jag kommer är en körsång från 1890 med text och musik av Herbert Booth.

## Publicerad i
- Frälsningsarméns sångbok 1929 som nr 7 i körsångsdelen under rubriken "Bön".
- Frälsningsarméns sångbok 1968 som nr 31 i körsångsdelen under rubriken "Bön".
- Frälsningsarméns sångbok 1990 som nr 764 under rubriken "Bön".